# Anders Wallén
Anders Wallén född 1956, är en svensk författare, musiker och bildkonstnär.
Wallén har bland annat skrivit kåserier i Nerikes Allehanda, och krönikor i ETC Örebro.

## Diskografi
- Om du undrar vart jag tagit vägen 2010
- Sånger från ett hörn av världen 2012
- Omvägar och mellanrum 2015
- I steget 2017
- Vi är vackrare än ni 2019
- Åren 2023

## Priser och utmärkelser
- Årets Pandabok 2007
- Nominerad till Svenska publishingpriset 2007
- Nominerad till årets länsambassadör 2007
- Nora kommuns kulturpris 2014
- Sparbanksstiftelsens kulturstipendium 2015
- Norabornas nobelpris i litteratur 2018
- Jeremias-stipendiet 2022